# Emma Appleton
Emma Jill Appleton es una actriz y modelo británica. Protagonizó para Channel 4 la miniserie Traitors (2019) y participó en la adaptación de la BBC de Everything I Know About Love (2022). También figuró en la serie de suspenso de BBC Three Clique (2017), en el seriado de Netflix The Witcher (2019), y en la miniserie de Hulu Pistol (2022), en la que interpretó el papel de Nancy Spungen.

## Filmografía

### Cine
| Año  | Título                          | Papel     | Notas |
| ---- | ------------------------------- | --------- | ----- |
| 2016 | Dreamlands                      | Pixie     | Corto |
| 2017 | The Nun                         | Elena     | Corto |
| 2019 | The Drink                       | Zoe       | Corto |
| 2021 | The Last Letter from Your Lover | Hannah    |       |
| 2022 | LOLA                            | Thomasina |       |

### Televisión
| Año  | Título                       | Papel          | Notas       |
| ---- | ---------------------------- | -------------- | ----------- |
| 2017 | The End of the F***ing World | Kelly          | 1 episodio  |
| 2017 | Grantchester                 | Sally          | 1 episodio  |
| 2017 | Clique                       | Fay Brookstone | 6 episodios |
| 2018 | Genius                       | Germaine       | 2 episodios |
| 2019 | Traitors                     | Feef Symonds   | 6 episodios |
| 2019 | The Witcher                  | Renfri         | 2 episodios |
| 2021 | Intergalactic                | Mya miller     | 2 episodios |
| 2021 | Pistol                       | Nancy Spungen  | 2 episodios |
| 2022 | Everything I Know About Love | Maggie         | 7 episodios |